# Nephelobotys habisalis
Nephelobotys habisalis is een vlinder van de familie van de grasmotten (Crambidae). De wetenschappelijke naam van deze soort is voor het eerst voorgesteld als Botys habisalis door Francis Walker in een publicatie uit 1859.
De soort komt voor in Laos en Maleisië (Sarawak).